# Кетопрофен
Кетопрофенът е лекарствено средство от класа на пропионовата киселина на нестероидните противовъзпалителни средства (НСПВС) с аналгетично и антипиретично действие. Той действа, като потиска производството на простагландин в организма.
Патентован е през 1967 г. и е одобрен за медицинска употреба през 1980 г.
{\displaystyle {\ce {C16H14O3}}}

## Приложение в медицината
Кетопрофенът обикновено се предписва при възпалителни болки, свързани с артрит, или при силни зъбоболи, които водят до възпаление на венците.
Пластирите за локално приложение на кетопрофен се използват за лечение на мускулно-скелетни болки.
Кетопрофен може да се използва и за лечение на някои болки, особено нервни, като ишиас, постхерпетична невралгия и препращаща болка при радикулопатия, под формата на крем, мехлем, течност, спрей или гел, който може да съдържа също така кетамин и лидокаин, заедно с други вещества, които могат да бъдат полезни, като например циклобензаприн, амитриптилин, ацикловир, габапентин, орфенадрин и други лекарства, използвани като НСПВС или помощни, атипични или потенциращи средства за лечение на болка.

### Ефективност
В систематичен преглед от 2013 г. се посочва, че „ефикасността на перорално прилагания кетопрофен за облекчаване на умерено силна болка и подобряване на функционалното състояние и общото състояние е значително по-добра от тази на ибупрофен и/или диклофенак.“ В систематичен преглед на Кохрейн от 2017 г., изследващ кетопрофен като еднократна доза през устата при остра, умерена до силна следоперативна болка, се заключава, че ефикасността му е еквивалентна на лекарства като ибупрофен и диклофенак.
Съществуват доказателства в подкрепа на локалното приложение на кетопрофен при остеоартрит, но не и при други хронични мускулно-скелетни болки.

## Странични ефекти
През октомври 2020 г. Американската агенция по храните и лекарствата (FDA) изисква етикетът на всички нестероидни противовъзпалителни лекарства да бъде актуализиран, за да се опише рискът от бъбречни проблеми при неродените бебета, които водят до ниско съдържание на околоплодна течност. Те препоръчват избягването на НСПВС при бременни жени в 20-та седмица или по-късно по време на бременността.

## Достъп
Кетопрофенът е бил достъпен без рецепта в САЩ под формата на 12,5 mg обвити таблетки (Orudis KT и Actron), но тази форма е спряна. Той се предлага на капсули по лекарско предписание.
Кетопрофен се предлага и като 2,5% гел за локално приложение, а също така и като пластир за локална аналгезия и противовъзпалително действие. Гелът обаче не се продава в Съединените щати.
Търговските наименования в Австралия са Orudis и Oruvail. В Япония се предлага под формата на трансдермален пластир Mohrus Tape, произведен от Hisamitsu Pharmaceutical. Предлага се в Обединеното кралство като Ketoflam и Oruvail, в Ирландия като Fastum Gel, в Естония като Keto, Ketonal и Fastum Gel, във Финландия като Ketorin, Keto, Ketomex и Orudis; във Франция като Profénid, Bi-Profénid и Ketum; в Италия като Ketodol, Fastum Gel, Lasonil, Orudis и Oki; в Полша като Ketonal, Ketonal active, Ketolek, в Сърбия, Словения и Хърватия като Knavon и Ketonal; в Румъния като Ketonal и Fastum Gel; в Мексико като Arthril; в Норвегия като Zon и Orudis; в Русия като ОКИ (OKI), Fastum Gel и Ketonal; в Испания като Actron и Fastum Gel; в Албания като Oki и Fastum Gel и във Венецуела като Ketoprofeno като инжекционен разтвор на капсули от 100 mg и 150 mg.
В Швейцария е одобрена формулация на кетопрофен, базирана на трансферзомна технология, за директно приложение върху кожата над мястото, което ще се лекува.
В някои страни се предлага оптически чистият (S)-енантиомер (декскетопрофен); твърди се, че неговата трометамолова сол се реабсорбира особено бързо от стомашно-чревния тракт, като има бързо начало на ефекта.
Най-ранното съобщение за терапевтична употреба при хора е от 1972 г.

## Ветеринарна медицина
Кетопрофенът е широко разпространено НСПВС, антипиретик и аналгетик, използван при коне и други еднокопитни животни. Най-често се използва при мускулно-скелетни болки, ставни проблеми и увреждания на меките тъкани, както и при ламинит. Използва се също така за контролиране на треска и предотвратяване на ендотоксимия. Използва се и като леко обезболяващо средство при по-малки животни, обикновено след хирургични процедури.

## Приложение
Кетопрофен, когато се прилага интравенозно, се препоръчва за максимум пет дни употреба. Неговите аналгетични и антипиретични ефекти започват да се проявяват един до два часа след приложението. Най-често използваната доза е 1 mg/лв, веднъж дневно, въпреки че тази доза може да бъде намалена при понита, които са най-податливи на страничните ефекти на НСПВС. Предлага се също под формата на капсули и таблетки.

## Екологични проблеми
Експерименти са установили, че кетопрофенът, подобно на диклофенака, е ветеринарно лекарство, което предизвиква смъртоносни ефекти при червеноглавите лешояди. Лешоядите, които се хранят с трупове на наскоро третирани животни, получават остра бъбречна недостатъчност в рамките на няколко дни след излагането на препарата.